# Empire Plaza
Empire Plaza Condominiums ist ein hohes Wohngebäude in Toronto, Ontario, Kanada. Das Gebäude befindet sich auf der 33 University Avenue. Neben Wohnungen befinden sich in dem Gebäude Läden und Cafés, ein Fitnessstudio und andere Einrichtungen. Das Gebäude wurde nach zweijähriger Bauzeit 1990 fertiggestellt. Es verfügt über 28 Etagen und erreicht eine Höhe von 93 Metern. Das Gebäude wurde architektonisch nach modernen Stil von Young + Wright Architects  entworfen. Es wird von Icon Property Management betrieben.